# Bernard Fox (acteur)
Pour les articles homonymes, voir Bernard Fox et Lawson.
Bernard Fox, est un acteur britannico-américain, né Bernard Lawson, le 11 mai 1927 à Port Talbot (pays de Galles), et mort le 14 décembre 2016 à Van Nuys (Californie).
Il tint le rôle du fameux docteur Bombay  de 1967 à 1972, dans la série Ma sorcière bien aimée.

## Biographie
Bernard FOX naquit Bernard Mitchell Lawson le 11 mai 1927 à Port Talbot, Pays de Galles. Il était le fils de Queenie (née Barrett) et Gerald Lawson, tous deux des acteurs de théâtre. Il avait une sœur aînée, Mavis, et son oncle était l’acteur Britannique, Wilfrid Lawson.
Bernard Fox commença sa carrière à l’âge de 18 mois et à 14 ans, il faisait son apprentissage comme directeur adjoint de théâtre. Après avoir servi dans la Royal Navy durant la Seconde Guerre Mondiale et la Guerre de Corée
Bernard Fox, de son vrai nom Bernard Lawson, était marié à Jacqueline Fox, avec qui il a eu deux enfants. Le couple est resté uni pendant plus de cinquante ans. Leur fille Valerie est malheureusement décédée en 2006. Très discret sur sa vie personnelle, Bernard Fox était connu pour son humour britannique, son élégance naturelle et sa gentillesse en dehors des plateaux. Passionné par l’histoire du théâtre, il collectionnait également des objets anciens et aimait jardiner pendant son temps libre. Il résidait en Californie, où il a passé la majeure partie de sa carrière américaine, tout en restant attaché à ses racines galloises. Malgré sa notoriété, il a toujours veillé à préserver une vie familiale simple et loin des projecteurs.

### Mort
Il meurt d'une défaillance cardiaque le 14 décembre 2016 à 89 ans.

## Filmographie

### Au cinéma
- 1956 : Soho Incident : McLeod
- 1956 : Home and Away : Johnnie
- 1957 : The Counterfeit Plan : Detective Sergeant
- 1957 : Blue Murder at St. Trinian's : un photographe
- 1957 : Inside Information : Sgt Conway
- 1958 : Chef de réseau (The Two-Headed Spy) : Lieutenant
- 1958 : Le Perceur de coffres (The Safecracker) : Shafter
- 1958 : Atlantique, latitude 41° (A Night to Remember) : Lookout Frederick Fleet
- 1962 : Le Jour le plus long (The Longest Day) : un soldat anglais
- 1963 : Le Dernier de la liste (The List of Adrian Messenger) : Lynch
- 1964 : Honeymoon Hotel : Room Clerk
- 1964 : Quick Before It Melts : Leslie Folliott
- 1965 : Étranges compagnons de lit (Strange Bedfellows) : un policier
- 1966 : Frankenstein et les faux-monnayeurs (Munster, Go Home) : Squire Moresby
- 1966 : Hold On! (en) : Dudley
- 1968 : Star! : l'assistant de Lord Chamberlain
- 1968 : The Bamboo Saucer : Dave Ephram
- 1971 : Big Jake : Scottish shepherd
- 1971 : La Cane aux œufs d'or (The Million Dollar Duck) : le vendeur de voiture
- 1973 : Arnold : Constable Hooke
- 1977 : Les Aventures de Bernard et Bianca (The Rescuers) : M. Chairman (voix)
- 1977 : La Coccinelle à Monte-Carlo (Herbie Goes to Monte Carlo) : Max
- 1978 : Alien Zone : Inspecteur McDowall
- 1981 : The Private Eyes : Justin
- 1983 : Barbe d'or et les Pirates (Yellowbeard) : Tarbuck
- 1988 : 18 Again! (en) : Horton the Butler
- 1990 : Bernard et Bianca au pays des kangourous (The Rescuers Down Under) : M. Chairman / le docteur (voix)
- 1997 : Titanic : Col. Archibald Gracie
- 1999 : La Momie (The Mummy) : Capitaine Winston Havlock
- 2004 : Surge of Power : Cameo

### À la télévision
- 1955 : Sixpenny Corner (série) : Tom Norton (Bill's youngest brother) (unknown episodes)
- 1960 : The Love of Mike (série)
- 1961 : Three Live Wires (série) : Malcolm (unknown episodes)
- 1963 : Hôpital central ("General Hospital") (série) : Nigel Penny-Smith (unknown episodes, 1981)
- 1965 - 1971 : Papa Schultz : Colonel Crittendon
- 1965 - 1972 : Ma sorcière bien-aimée (Bewitched) : Osgood Rightmire en 1966 (un seul épisode dans La Guerre aux Sorciers")  et surtout le Docteur Bombay, de 1967 à 1972
- 1968 : Les Mystères de l'Ouest (The Wild Wild West), (série) - Saison 4 épisode 15, La Nuit de la Terreur ailée - 1re partie (The Night of the Winged Terror - Part 1), de Marvin J. Chomsky : Dr. Occularis-Jones
- 1972 : The Hound of the Baskervilles : Dr. Watson
- 1972 : Columbo : S.O.S. Scotland Yard (Dagger of the Mind) (série) : Détective en chef William Durk
- 1973 : Intertect : Barrett
- 1975 : Columbo : Eaux troubles (Troubled Waters) (Série) : Purser Watkins
- 1979 : Scooby-Doo et Scrappy-Doo (Scooby-Doo and Scrappy-Doo) (série) : voix additionnelles (unknown episodes)
- 1980 : Gauguin the Savage : Capitaine Chablat
- 1980 : Shérif, fais-moi peur (série), Saison 2, Épisode 23 "Southern Comfurts" : Iggins
- K2000 : Harry Ashburton 1983 saison 2 épisode 08
- 1986 : Arabesque (série télévisée), Saison 3, Épisode 4 "Rose blanche pour un tueur" : Andrew Wyckham

• 1995 : Une Nounou d’Enfer ( série télévisée) saison 3 épisode 20 « chaussures à son pied » avec Fran Drescher